# Приозерненська сільська рада
Приозе́рненська сільська́ ра́да — колишня адміністративно-територіальна одиниця та орган місцевого самоврядування в Кілійському районі Одеської області. Адміністративний центр — село Приозерне.

## Загальні відомості
Приозерненська сільська рада утворена в 1947 році.
- Територія ради: 37,93 км²
- Населення ради: 1 778 осіб (станом на 2001 рік)
- Водоймища на території, підпорядкованій даній раді: озеро Китай

## Населені пункти
Сільській раді підпорядковані населені пункти:
- с. Приозерне

## Населення
Згідно з переписом 1989 року населення сільської ради становило 1845 осіб, з яких 861 чоловік та 984 жінки.
За переписом населення 2001 року в сільській раді мешкало 1705 осіб.

### Мова
Розподіл населення за рідною мовою за даними перепису 2001 року:
| Мова       | Відсоток |
| ---------- | -------- |
| молдовська | 93,42 %  |
| російська  | 2,25 %   |
| українська | 2,08 %   |
| гагаузька  | 0,96 %   |
| болгарська | 0,79 %   |
| румунська  | 0,11 %   |

## Склад ради
Рада складається з 18 депутатів та голови.
- Голова ради: Муту Валентина Пилипівна
- Секретар ради: Новак Олександра Кирилівна

### Керівний склад попередніх скликань
| Прізвище, ім'я, по батькові | Основні відомості                                                         | Дата обрання | Дата звільнення |
| --------------------------- | ------------------------------------------------------------------------- | ------------ | --------------- |
| Муту Валентина Пилипівна    | Сільський голова, 1963 року народження, освіта вища, позапартійна         | 26.03.2006   | 31.10.2010      |
| Муту Валентина Пилипівна    | Сільський голова, 1963 року народження, освіта вища, член Партії регіонів | 31.10.2010   |                 |

Примітка: таблиця складена за даними сайту Верховної Ради України

### Депутати
За результатами місцевих виборів 2010 року депутатами ради стали:

#### За суб'єктами висування
| Суб'єкт висування            | Кількість обраних депутатів | %    |
| ---------------------------- | --------------------------- | ---- |
| Партія регіонів              | 16                          | 88,9 |
| Соціалістична партія України | 2                           | 11,1 |

#### За округами
| № округу                     | Прізвище, ім'я, по батькові   | Дата визнання обраним | Освіта  | Партійна приналежність             | Відомості про обраного депутата                                        |
| ---------------------------- | ----------------------------- | --------------------- | ------- | ---------------------------------- | ---------------------------------------------------------------------- |
| Партія регіонів              |                               |                       |         |                                    |                                                                        |
| 1                            | Кіструй Михайло Миколайович   | 03.11.2010            | середня | позапартійний                      | сільськогосподарський виробничий кооператив «Родіна», завідувач складу |
| 2                            | Гербован Людмила Вікторівна   | 03.11.2010            | середня | член Партії регіонів               | Приозерненська сільська рада, головний бухгалтер                       |
| 3                            | Дану Віктор Юхимович          | 03.11.2010            | середня | позапартійний                      | сільськогосподарський виробничий кооператив «Родіна», завідувач гаражу |
| 4                            | Носач Андрій Федорович        | 03.11.2010            | вища    | позапартійний                      | фермерське господарство «Колесник», фермер                             |
| 5                            | Крачун Віктор Миколайович     | 03.11.2010            | середня | позапартійний                      | Приозерненська загальноосвітня школа І-ІІІ ст., кочегар                |
| 6                            | Григорєску Михайло Васильович | 03.11.2010            | середня | член Партії регіонів               | ТОВ «Рута Нова-К», оператор                                            |
| 7                            | Хрістєва Людмила Вікторівна   | 03.11.2010            | середня | член Партії регіонів               | приватний підприємець                                                  |
| 8                            | Дану Іван Іванович            | 03.11.2010            | середня | член Партії регіонів               | ТОВ «Рута Нова-К», пожежник-охоронець                                  |
| 9                            | Кустура Валентина Михайлівна  | 03.11.2010            | середня | член Партії регіонів               | Приозерненська амбулаторія, фельдшер                                   |
| 10                           | Кустура Петро Костянтинович   | 03.11.2010            | середня | член Партії регіонів               | ТОВ «Рута Нова-К», оператор                                            |
| 11                           | Кіструй Клавдія Федорівна     | 03.11.2010            | середня | член Партії регіонів               | дошкільний навчальний заклад ясла-садок «Пролісок», завідувачка        |
| 12                           | Новак Олександра Кирилівна    | 03.11.2010            | середня | позапартійна                       | Приозерненська сільська рада, секретар                                 |
| 13                           | Стариш Валентина Михайлівна   | 03.11.2010            | середня | позапартійна                       | приватний підприємець                                                  |
| 14                           | Нуца Варвара Іванівна         | 03.11.2010            | середня | член Партії регіонів               | Приозерненська сільська рада, землевпорядник                           |
| 17                           | Цуркан Володимир Петрович     | 03.11.2010            | середня | позапартійний                      | приватний підприємець                                                  |
| 18                           | Балан Ганна Семенівна         | 03.11.2010            | середня | позапартійна                       | ТОВ «Рута Нова-К», оператор АЗС                                        |
| Соціалістична партія України |                               |                       |         |                                    |                                                                        |
| 15                           | Нуца Пантелій Пантелійович    | 03.11.2010            | середня | член Соціалістичної партії України | Кілійське управління водного господарства, машиніст насосної станції   |
| 16                           | Балан Василь Вікторович       | 03.11.2010            | середня | позапартійний                      | ТОВ «Лад», военізована охорона                                         |